# Dendrocoris fruticicola
Dendrocoris fruticicola är en insektsart som beskrevs av Ernst Evald Bergroth 1891. Dendrocoris fruticicola ingår i släktet Dendrocoris och familjen bärfisar. Inga underarter finns listade i Catalogue of Life.